# Буссана-Веккья
Буссана-Веккья (итал. Bussana Vecchia, Старая Буссана) — поселение, фракция города Сан-Ремо в Лигурии, Италия. Известна как община художников и туристическая достопримечательность.

## История
Буссана была основана, скорее всего, во второй половине IX века на вершине холма, чтобы её было легче оборонять. Она быстро развивалась в XV—XVII веках, большая часть из сохранившихся зданий относится именно к этому времени.
В 1887 году Буссана пострадала от землетрясения. Многие жители погибли, а оставшиеся к 1894 году перебрались на другое место, в Новую Буссану (Bussana Nuova), расположенную в трех километрах, ближе к морю.
Более 50 лет Буссана-Веккья была покинута, но сразу после Второй мировой войны в заброшенных зданиях стали селиться мигранты с юга Италии. После нескольких попыток изгнать их в 1950-е годы по приказу полиции все лестницы на первых этажах и крыши в Бусанне-Веккья были разрушены.
В 1960-е годы в Буссане-Веккья заброшенные здания стали занимать художники-хиппи со всей Европы. Первоначально их было 20-30 человек. Они приводили дома в пригодный для жизни вид. В 1968 году полиция попыталась их изгнать, но они построили баррикады и, в конце концов, их оставили в покое.
В настоящее время сообщество называет себя Международной деревней художников, там действуют сувенирные лавки, где продаются различные поделки, два кафе.

## Галерея изображений

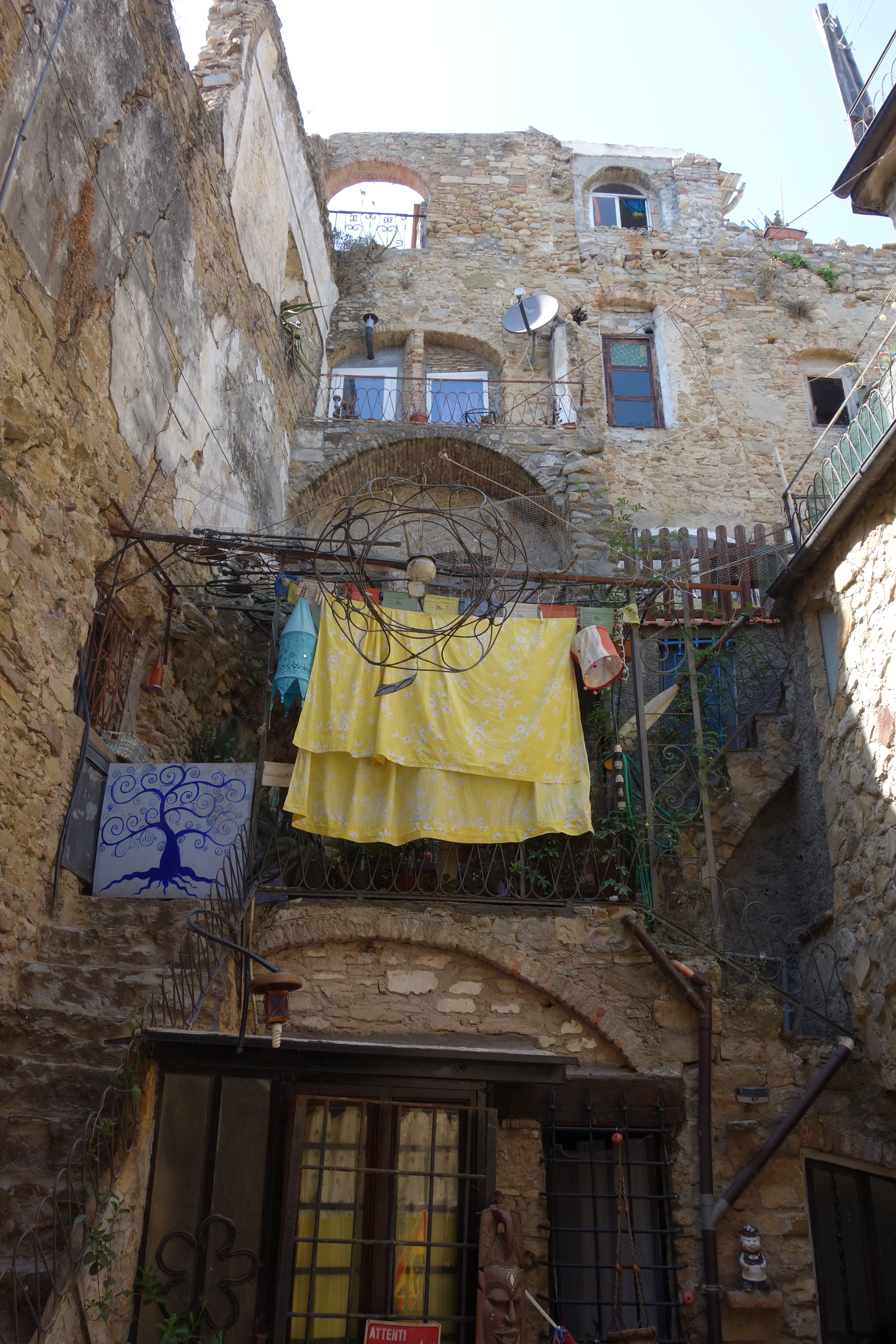
Типичный двор Буссана-Веккья
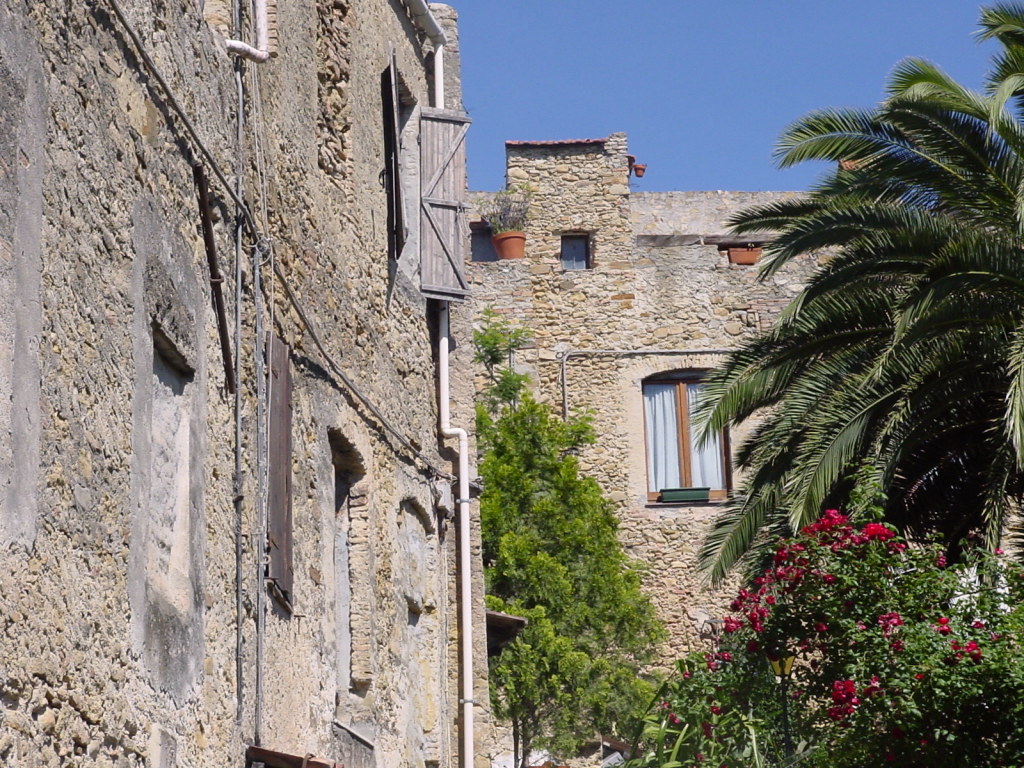
Фасады домов
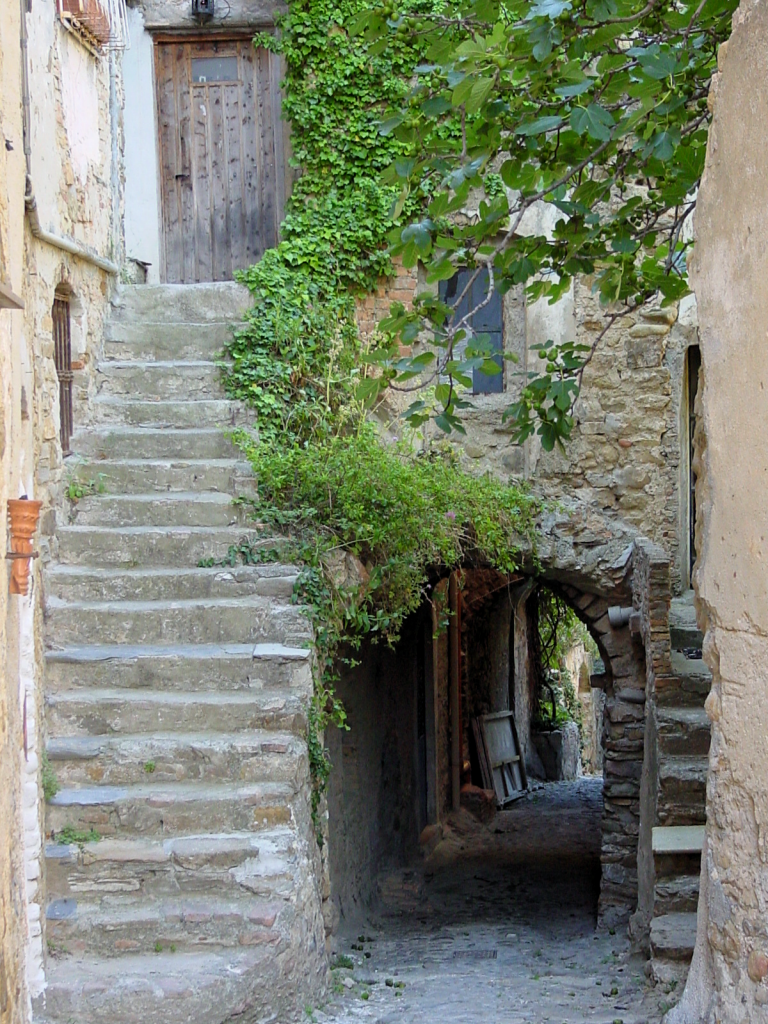
Старый дом с лестницей во внутреннем дворе
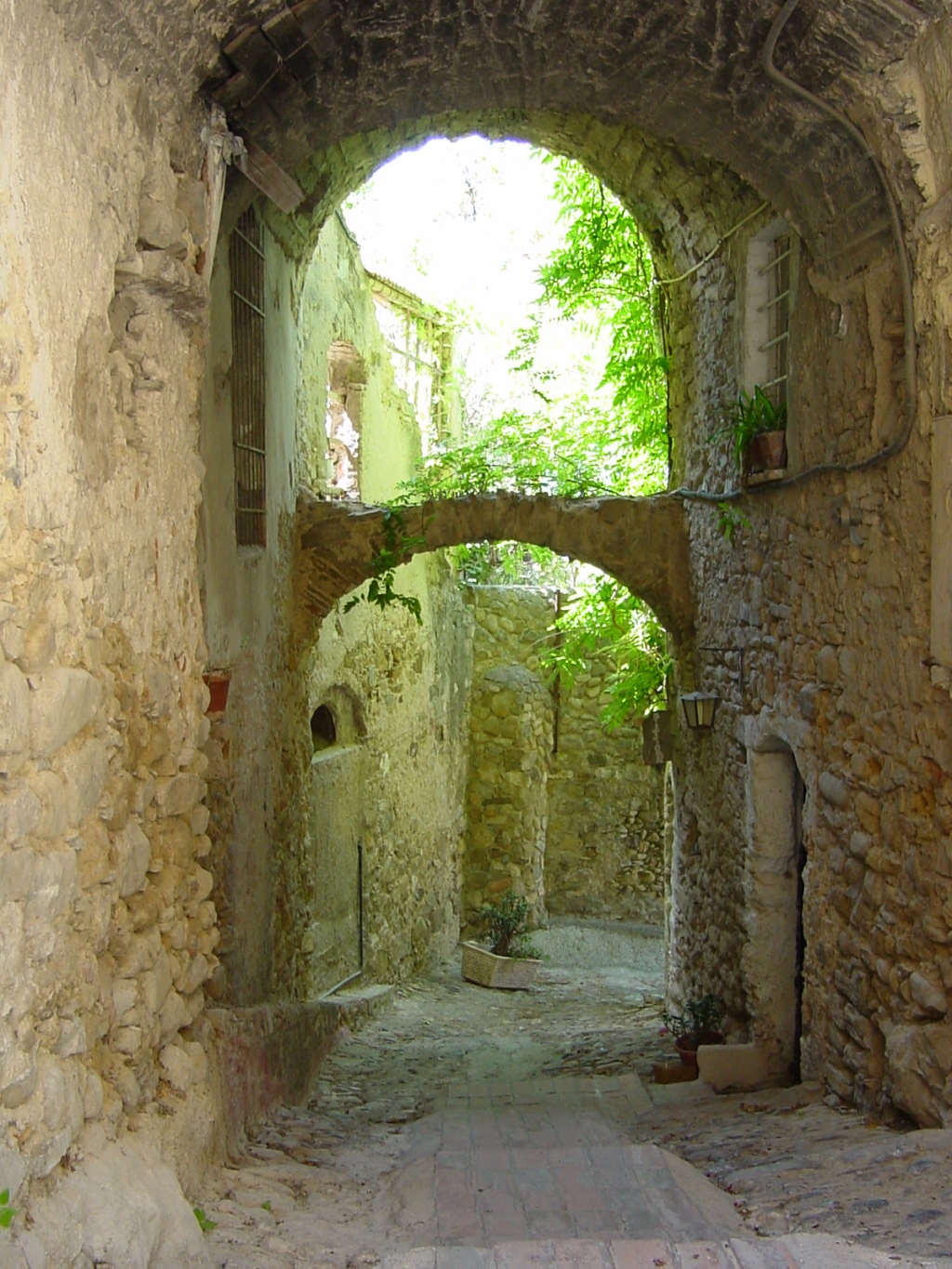
Укрепленная антисейсмическая арка
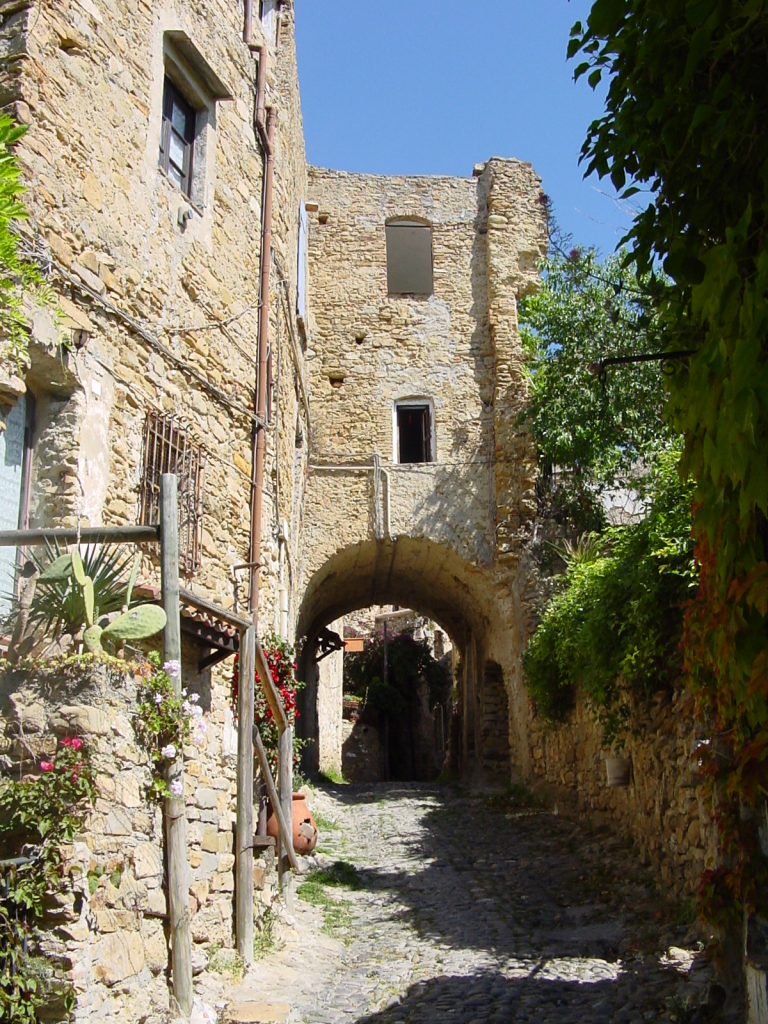
Узкие улочки со старыми домами
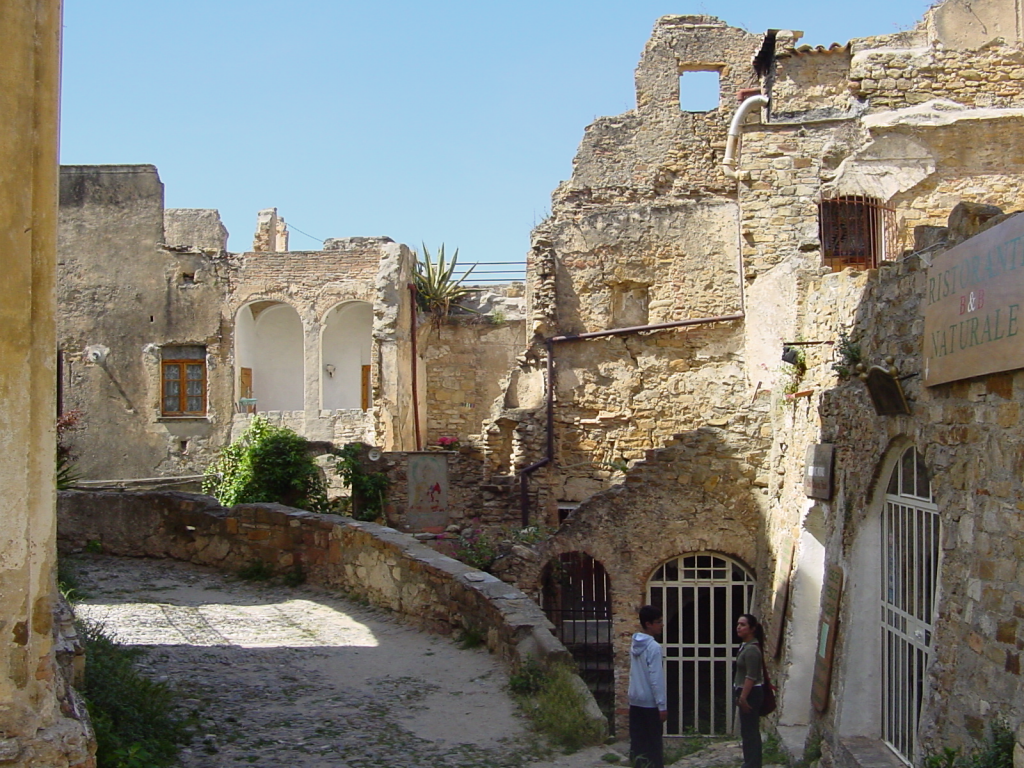
Центр деревни, перед церковью Святого Эгидия